# Boran
Boran, riportata anche nella forma Buran  o Borandukht (in persiano: پوراندخت, Pūrāndokht; ... – Ctesifonte, giugno 632), è stata una regina persiana (o banbishn) dell'Iran dal 630 al 632, con un'interruzione di alcuni mesi.
Era la figlia del re (o scià) Cosroe II (regnante dal 590 al 628) e della principessa bizantina Maria. È la seconda delle uniche tre donne ad aver governato nella storia iraniana; le altre due sono Musa di Partia e la sorella di Boran, Azarmidokht.
Nel 628, suo padre fu deposto e giustiziato dal fratello-marito Kavad II, che fece giustiziare anche tutti i fratelli e fratellastri di Boran, dando inizio a un periodo di frazionamento all'interno dell'impero. Kavad II morì alcuni mesi dopo, e gli successe il figlio di otto anni Ardashir III, che dopo un regno di quasi due anni, fu ucciso e usurpato dall'ufficiale militare iraniano Shahrbaraz. Boran salì brevemente al trono con l'aiuto del comandante militare Farrukh Hormizd, che la aiutò a rovesciare Shahrbaraz. Lei e sua sorella erano le uniche eredi legittime che potevano governare in quel momento. Boran ereditò un impero in declino che fu inghiottito da una guerra civile tra due grandi fazioni, le famiglie nobili persiane (Parsig) e partiche (Pahlav). Si impegnò a ravvivare la memoria e il prestigio di suo padre, durante il cui regno l'Impero sasaniano era cresciuto fino alla sua massima estensione territoriale.
Tuttavia, non molto tempo dopo fu sostituita dal nipote di Cosroe II, Shapur-i Shahrvaraz (o Sapore V), il cui regno fu ancora più breve del suo, essendo stato sostituito da Azarmidokht, che era una candidata Parsig. Fu a sua volta deposta poco dopo e uccisa dai Pahlav guidati dal figlio di Farrukh Hormizd, Rostam Farrokhzad, che riportò Boran al trono, rendendola così regina per la seconda volta. Durante il suo secondo regno, il potere fu per lo più nelle mani di Rostam, fatto che causò insoddisfazione tra i Parsig e portò a una rivolta, durante la quale Boran fu uccisa per strangolamento. Le successe il nipote Yazdgard III, l'ultimo sovrano sasaniano, il che la rese la penultima sovrana dell'Impero sasaniano.
Sebbene i suoi due mandati siano stati di breve durata, Boran cercò di portare stabilità in Iran attraverso l'implementazione di leggi sulla giustizia, la ricostruzione delle infrastrutture, la riduzione delle tasse e il conio delle monete. Dal punto di vista diplomatico, desiderava buoni rapporti con i suoi vicini occidentali, i bizantini, ai quali aveva inviato un'ambasciata, che fu ben accolta dall'imperatore Eraclio (r. 610-641).

## Nome
Il nome di Boran appare come Bōrān (o Burān) sul suo conio, venendo considerato dallo storico francese Gignoux come ipocoristico da *baurāspa ("avere molti cavalli"). Il poeta persiano medievale Firdusi si riferisce a lei come Pūrāndokht nel suo poema epico, lo Shāh-Nāmeh ("Il libro dei re"). Il suffisso di dokht (-dukht in pahlavi), che significa "figlia", era un nuovo sviluppo realizzato nelle lingue medio-iraniche per differenziare più facilmente il nome di una femmina da quello di un maschio. Il suffisso non dovrebbe essere preso troppo alla lettera. Il suo nome appare come Tūrān Dukht nelle opere dello storico persiano del X secolo Muhammad Bal'ami, Regina Bor per lo storico armeno del VII secolo Sebeos, e Dukht-i Zabān per lo storico arabo dell'VIII secolo Sayf ibn Umar.
La denominazione dell'insalata salata Borani, tipica della cucina iraniana, potrebbe derivare da Boran.

## Biografia

### Origini e primi anni di vita

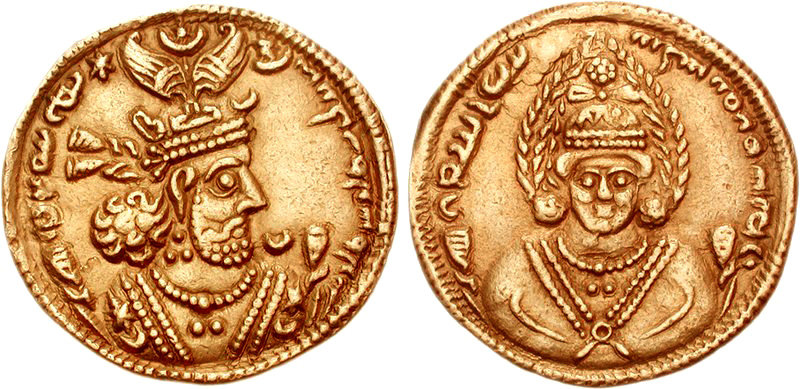
Moneta di Cosroe II

Boran era la figlia dell'ultimo importante scià dell'Iran, Cosroe II (regnante dal 590 al 628) e della principessa bizantina Maria, figlia di Maurizio. Cosroe II fu rovesciato e giustiziato nel 628 da suo figlio Sheroe, meglio conosciuto con il suo nome dinastico di Kavad II, che procedette a far giustiziare tutti i fratelli e fratellastri di Boran, incluso l'erede Mardanshah. Questo assestò un duro colpo all'impero, dal quale non si sarebbe mai ripreso. Secondo quanto riferito, Boran e sua sorella Azarmidokht criticarono Kavad II per le sue azioni barbariche, e ciò gli avrebbe suscitato rimorso. Secondo la Cronaca del Khuzestan, Boran era anche la moglie di Kavad II, a dimostrazione della pratica nello zoroastrismo di Khwedodah, o matrimonio tra consanguinei.
La caduta di Cosroe II culminò nella guerra civile sasana del 628-632, con i membri più potenti della nobiltà che ottennero la piena autonomia e iniziarono a creare il proprio governo. Ripresero anche le ostilità tra le famiglie nobili persiane (Parsig) e partiche (Pahlav), che dissiparono la ricchezza della nazione. Alcuni mesi dopo, la devastante peste di Sheroe attraversò le province occidentali sasaniche; Metà della popolazione, incluso lo stesso Kavad II, affrontò la morte. Gli successe il figlio di otto anni, che divenne Ardashir III e la sua ascesa fu sostenuta sia dai Pahlav, sia dai Parsig, sia da una terza fazione maggiore chiamata Nimruzi. Tuttavia, nel 629, questi ultimi ritirarono il loro sostegno al re e iniziarono a cospirare con il generale iraniano Shahrbaraz per rovesciarlo.
I Pahlav, sotto il loro leader Farrukh Hormizd del clan Ispahbudhan, iniziarono a sostenere Boran come nuovo sovrano dell'Iran, che successivamente iniziò a coniare monete nelle aree Pahlav di Amol, Nishapur, Gurgan e Ray. Il 27 aprile 630, Ardashir III fu ucciso da Shahrbaraz, che a sua volta fu assassinato, dopo un regno di quaranta giorni, in un colpo di Stato di Farrukh Hormizd. Farrukh Hormizd aiutò quindi Boran a salire sul trono, verso la fine di giugno del 630. La sua adesione era molto probabilmente dovuta al fatto che era l'unica erede legittima dell'impero rimasta in grado di governare, insieme ad Azarmidokht.

### Primo regno

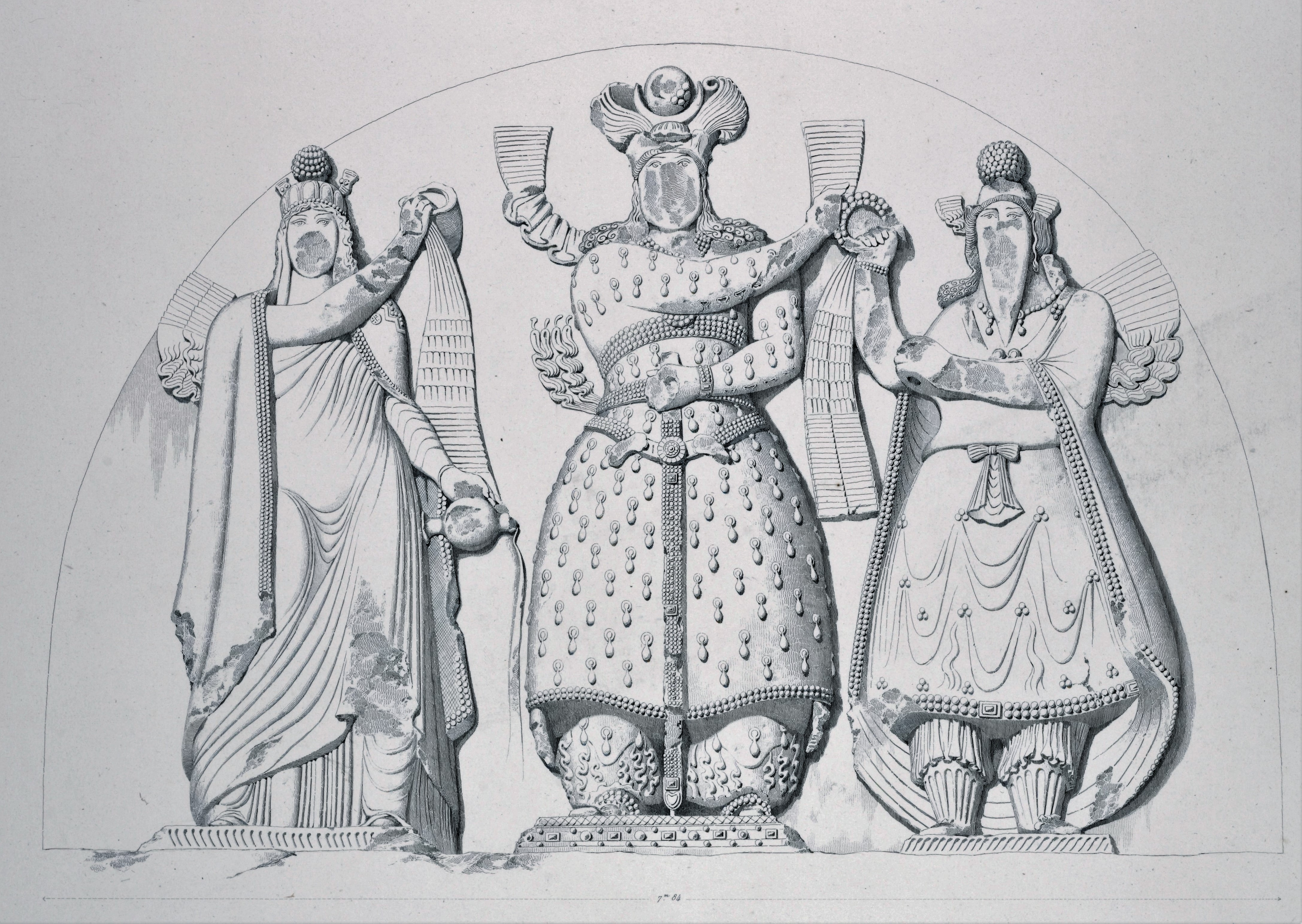
Bassorilievo della metà del XIX secolo a Taq-e Bostan, raffigurante il padre di Boran Cosroe II, affiancato dalla dea Anahita e dalla divinità suprema Ahura Mazda. Biblioteca pubblica di New York

Boran fu la prima regina a governare l'impero sasanide. Tuttavia, non era insolito che le donne reali occupassero cariche politiche nella gestione del paese, e molte di queste donne prima che Boran salisse alla ribalta. Una regina sasana del V secolo, Denag, aveva temporaneamente governato come reggente dell'impero dalla sua capitale, Ctesifonte, durante la lotta dinastica per il trono tra i suoi figli Ormisda III (r. 457-459) e Peroz I (r. 459-484) tra il 457 e il 459. La studiosa classica tedesca Josef Wiesehöfer sottolinea anche il ruolo delle nobildonne nell'Iran sasanide, affermando che «i registri iranici del terzo secolo (iscrizioni, rilievi, monete) mostrano che le donne della famiglia reale ricevevano un'attenzione e un rispetto insoliti». La storia della leggendaria regina kayania Humay Chehrzad e la venerazione verso la dea iraniana Anahita hanno probabilmente aiutato nel consenso al governo di Boran.
Quando Boran salì al trono, nominò Farrukh Hormizd come primo ministro (o wuzurg framadār) dell'impero. Quindi tentò di portare stabilità in Iran attraverso la promulgazione di leggi sulla giustizia, la ricostruzione delle infrastrutture, la riduzione delle tasse e il conio di monete. Il suo dominio fu accettato dalla nobiltà e dal clero, come risulta dalle sue monete nelle province di Pars, il Khuzestan, la Media e l'Abarshahr. Nessuna opposizione fu espressa nei confronti del suo sesso; ciononostante, fu deposta nel 630 e Shapur-i Shahrvaraz, figlio di Shahrbaraz e di una sorella di Cosroe II, fu intronato come shah dell'Iran. Quando non fu riconosciuto dalla fazione Parsig del potente generale Piruz Cosroe, fu deposto in favore di Azarmidokht, sorella di Boran.

### Secondo regno

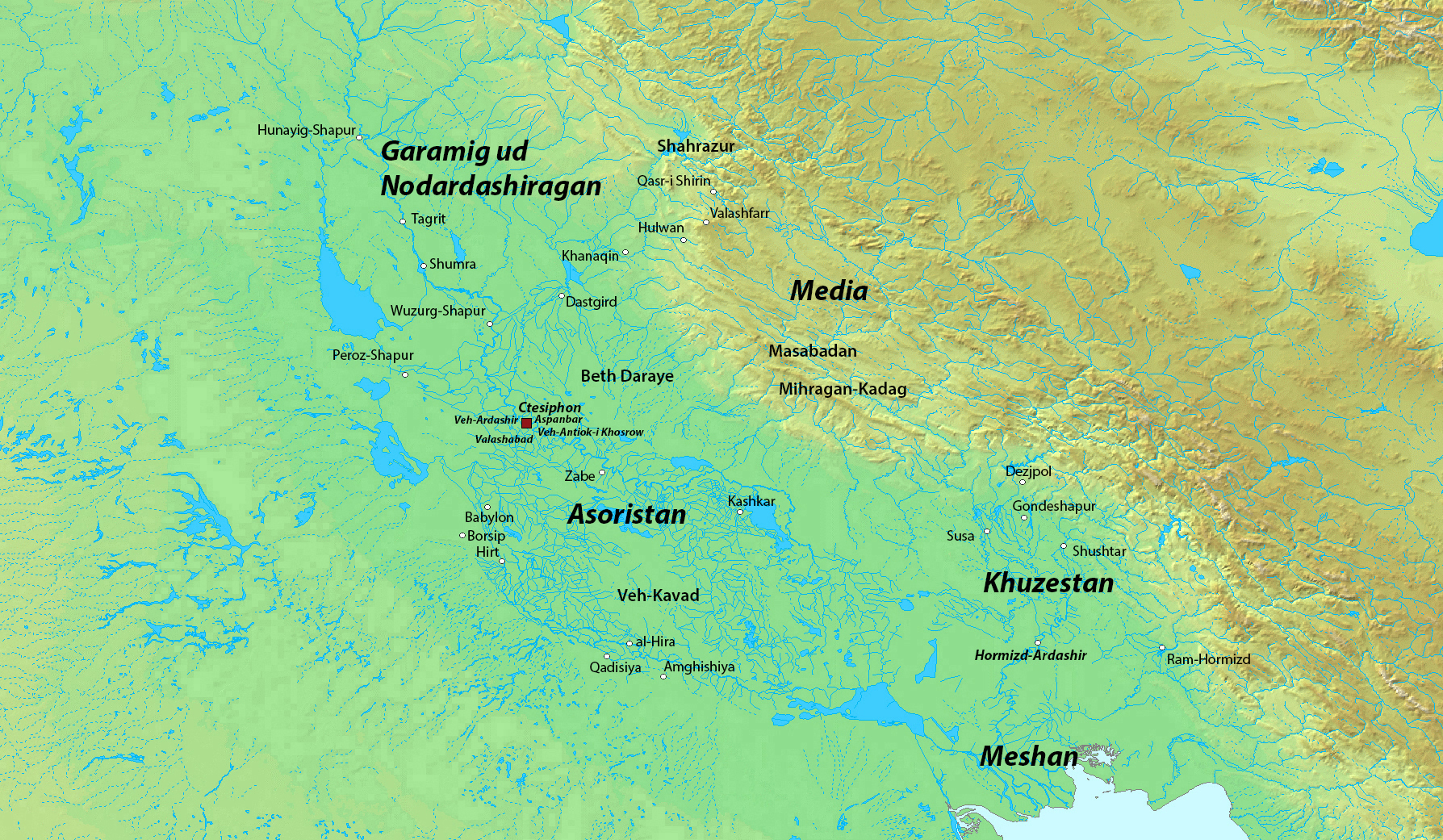
La parte sud-occidentale dell'Impero sasaniano, dove si trovava la sua capitale di Ctesifonte, residenza del monarca

Farrukh Hormizd, al fine di rafforzare la propria autorità e creare un armonioso modus vivendi tra le famiglie Pahlav e Parsig, chiese ad Azarmidokht (che era una candidata Parsig) di sposarlo. Non osando rifiutare, lei lo fece uccidere con l'aiuto dell'aristocratico mehranita Siyavakhsh, nipote di Bahram Chobin, famoso comandante militare (spahbed) e per breve scià dell'Iran. Il figlio di Farrukh Hormizd, Rostam Farrokhzad, che a quel tempo era di stanza a Khorasan, gli successe alla guida dei Pahlav. Per vendicare suo padre, partì per Ctesifonte, secondo le parole dello storico del IX secolo Sayf ibn Umar, «sconfiggendo ogni esercito di Azarmidokht che incontrò». Quindi sconfisse le forze di Siyavakhsh a Ctesifonte e conquistò la città. Azarmidokht fu poco dopo accecata e uccisa da Rostam, che fece reinsediare Boran al trono nel giugno 631. Boran si lamentò con lui dello stato dell'impero, che a quel tempo era in uno stato di fragilità e declino. Secondo quanto riferito, lo invitò ad amministrare i suoi affari, e quindi gli permise di assumere il potere.
Stando a quanto riferito dalle fonti, fu stipulato un accordo tra le famiglie di Boran e Rostam: secondo Sayf, esso prevedeva che la regina avrebbe dovuto «affidargli [a Rostam] il comando per dieci anni», a quel punto la sovranità sarebbe tornata «alla famiglia dei Sasanidi se avessero trovato qualcuno dei loro figli maschi e, in caso contrario, le loro donne». Boran considerò l'accordo appropriato e fece convocare le fazioni del paese (inclusi i Parsig), dove dichiarò Rostam come capo del paese e suo comandante militare. La fazione dei Parsig fu d'accordo, con Piruz Cosroe che fu incaricato di amministrare il paese insieme a Rostam.
I Parsig accettarono di lavorare con i Pahlav a causa della fragilità e del declino dell'Iran, e anche perché i loro collaboratori mehraniti erano stati temporaneamente sconfitti da Rostam. Tuttavia, la cooperazione tra Parsig e Pahlav si sarebbe rivelata di breve durata, a causa delle condizioni disuguali tra le due fazioni, con la fazione di Rostam che aveva una porzione di potere molto più significativa con l'approvazione di Boran. Quest'ultimo desiderava un buon rapporto con l'impero bizantino, quindi mandò un'ambasciata al suo imperatore Eraclio (r. 610-641), guidata dal catholicos Ishoyahb II e da altri dignitari della chiesa iraniana. La sua ambasciata fu ricevuta in maniera cortese da Eraclio.
L'anno seguente scoppiò una rivolta a Ctesifonte. Mentre l'esercito imperiale era occupato con altre questioni, i Parsig, insoddisfatti della reggenza di Rostam, chiesero la deposizione di Boran e il ritorno dell'importante figura di Parsig Bahman Jaduya, che era stato rimosso da lei dall'incarico. Boran fu uccisa poco dopo, presumibilmente strangolata da Piruz Cosroe; ciò comportò una ripresa delle ostilità tra le due fazioni. Non molto tempo più tardi, sia Rostam che Piruz Cosroe furono minacciati dai loro stessi uomini, che erano stati allarmati dal declino dello stato del paese. I due rivali accettarono così di cooperare ancora una volta insieme, insediando sul trono il nipote di Boran Yazdegerd III (r. 632-651), ponendo così fine alla guerra civile. Secondo lo storico musulmano al-Tabari (morto nel 923), Boran regnò per un totale di sedici mesi.

## Monetazione e ideologia imperiale
Durante il suo dominio, la moneta di Boran riprese lo stile impiegato da suo padre, a causa della sua ammirazione verso il passato e del suo rispetto personale per lui. Le sue monete coniate includevano alcune che erano più formali nell'aspetto e non erano destinate ad un uso generale. Sulle sue monete, era scritto che Boran era la restauratrice della sua eredità, cioè la razza degli dei. L'iscrizione tradotta sulle sue monete recita: "Boran, restauratrice della razza degli dei" (in persiano medio: Bōrān ī yazdān tōhm winārdār). La sua pretesa di discendere dagli dei non era stata usata dal III secolo, quando era stata usata dallo scià Sapore II (r. 309-379).

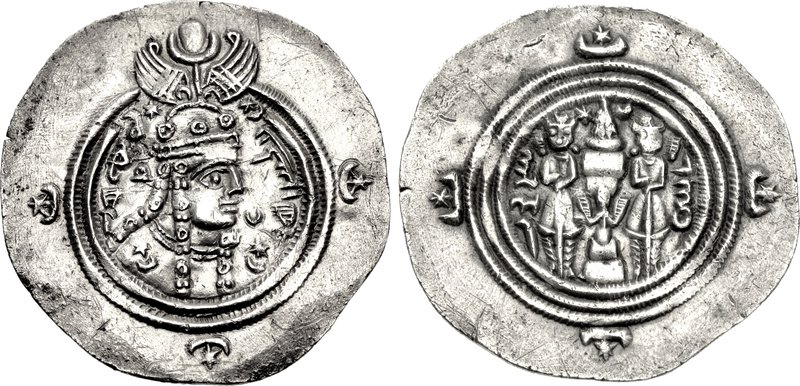
Moneta d'argento di Boran

Come con tutti i governanti sasanidi, la valuta principale di Boran era la dracma d'argento (in persiano: drahm). Tra i regni di Cosroe II e Yazdegerd III, Boran sembra essere stata l'unica sovrana a rendere disponibili delle monete di bronzo. È nota una sola emissione d'oro di Boran, conservata attualmente al Museum of Fine Arts di Boston. Il fronte delle dracme e delle monete di bronzo di Boran la raffigura girata a destra, mentre sul retro è raffigurato l'altare di fuoco zoroastriano insieme a due sentinelle che lo sorvegliano. La copia d'oro di Boran la raffigura di fronte piuttosto che di profilo.
Sulle monete d'argento e di bronzo di Boran, una doppia o tripla fila di pallini circonda il suo ritratto e i segni astrali di una mezzaluna e una stella sono posizionati sul margine esterno. Boran è raffigurata con un copricapo rotondo con tre gioielli o rosette e un diadema; le sue trecce di capelli ingioiellate cadono da sotto il cappello. Il diadema è costituito da due file di pellet, presumibilmente perle, legate intorno alla fronte di Boran con segmenti visibili. La sommità della sua corona termina in una coppia di ali piumate, intesa a rappresentare la divinità zoroastriana Verethragna, l'ipostasi della "vittoria". Una mezzaluna e un globo sono raffigurati tra le ali piumate. Ulteriori segni astrali sono raffigurati in alto a destra (una stella e mezzaluna) e a sinistra della corona (una sola stella).

### Esplicative
1. ↑  Secondo lo storico armeno Sebeos del VII secolo, Boran era la moglie di Shahvaraz. Tuttavia, secondo gli storici Chaumont e Pourshariati, ciò è improbabile: Chaumont (1989), p. 366; Pourshariati (2008), p. 205, nota 1139.
2. ↑  Lo storico del IX secolo Dinawari menziona un figlio di Cosroe II e Gordiya, di nome Juvansher, come regnante prima di Boran. Se ciò fosse vero, implicherebbe che Juvansher riuscì a evitare il massacro dei suoi fratelli da parte di Kavad II. Il mandato di questo re resta avvolto nel mistero e nessuna delle sue monete è stata ancora rinvenuta: Ṭabarī, v. 5, p. 404, nota 996.

### Bibliografiche
1. ↑  Daryaee (1999), pp. 78, 81.
2. 1 2 3  Ṭabarī, v. 5, p. 404, nota 996.
3. 1 2  Schmitt (2005a).
4. ↑  Schmitt (2005b).
5. ↑  Martindale, Jones e Morris (1992), p. 246.
6. ↑  Pourshariati (2008), pp. 183-184.
7. ↑  Zecchino (2022).
8. ↑  Howard-Johnston (2010).
9. ↑  Kia (2016), p. 284.
10. ↑  Ṭabarī, v. 5, p. 399.
11. 1 2 3  Daryaee (1999), p. 77.
12. 1 2  Shahbazi (2005).
13. ↑  Pourshariati (2008), pp. 178, 209.
14. 1 2  Pourshariati (2008), p. 209.
15. ↑  Pourshariati (2008), pp. 181-183, 209.
16. ↑  Pourshariati (2008), pp. 185, 205.
17. 1 2  Daryaee (2014), p. 36.
18. ↑  Kia (2016), p. 248.
19. ↑  Emrani (2009), p. 4.
20. ↑  Emrani (2009), p. 5.
21. 1 2  Chaumont (1989), p. 366.
22. ↑  Daryaee (2014), p. 59.
23. ↑  Emrani (2009), p. 6.
24. ↑  Pourshariati (2008), pp. 204-205.
25. ↑  Pourshariati (2008), p. 204.
26. ↑  Pourshariati (2008), pp. 205-206.
27. ↑  Pourshariati (2008), pp. 206, 210.
28. 1 2 3 4 5  Pourshariati (2008), p. 210.
29. ↑  Pourshariati (2008), pp. 209-210.
30. ↑  Gignoux (1987), p. 190.
31. 1 2 3  Pourshariati (2008), p. 211.
32. 1 2 3  Daryaee (2018), p. 258.
33. 1 2  Pourshariati (2008), p. 218.
34. ↑  Pourshariati (2008), p. 219.
35. 1 2  Daryaee (2014), p. 35.
36. ↑  Daryaee (2014), pp. 35-36.
37. ↑  Daryaee (2009).
38. 1 2 3  Malek e Curtis (1998), p. 116.
39. 1 2 3 4 5 6 7 8  Malek e Curtis (1998), p. 117.

### Fonti primarie
- (EN) Ṭabarī, The History of Al-Ṭabarī, a cura di Ehsan Yar-Shater, vol. 40, Albany, State University of New York Press, 1985-2007.

### Fonti secondarie
- (EN) Marie Louise Chaumont, Bōrān, in Encyclopaedia Iranica, IV, Fasc. 4, 1989,  p. 366.
- (EN) Touraj Daryaee, The Coinage of Queen Bōrān and Its Significance for Late Sāsānian Imperial Ideology, vol. 13, Bulletin (British Society for Middle Eastern Studies),  pp. 77-82.
- (EN) Touraj Daryaee, Šāpur II, in Encyclopaedia Iranica, 2009.
- (EN) Touraj Daryaee, Sasanian Persia: The Rise and Fall of an Empire, I.B.Tauris, 2014, ISBN 978-0-85771-666-8. URL consultato il 2 agosto 2022 (archiviato dall'url originale il 1º gennaio 2022).
- (EN) Touraj Daryaee, Boran, in Oliver Nicholson, The Oxford Dictionary of Late Antiquity, Oxford, Oxford University Press, 2018, ISBN 978-0-19-866277-8.
- (EN) Haleh Emrani, Like Father, Like Daughter: Late Sasanian Imperial Ideology & the Rise of Bōrān to Power, University of California, 2009.
- (EN) Ph. Gignoux, Āzarmīgduxt, su Encyclopaedia Iranica, iranicaonline.org, III, Fasc. 2,  p. 190.
- (EN) James Howard-Johnston, Ḵosrow II, 2010.
- (EN) Mehrdad Kia, The Persian Empire: A Historical Encyclopedia, ABC-CLIO, 2016, ISBN 978-16-10-69391-2.
- (EN) Hodge Mehdi Malek e Vesta Sarkhosh Curtis, History and Coinage of the Sasanian Queen Bōrān (AD 629-631), in The Numismatic Chronicle, vol. 158, Royal Numismatic Society, 1998,  pp. 113-129.
- (EN) John Robert Martindale, Arnold Hugh Martin Jones e J. Morris, The Prosopography of the Later Roman Empire, Volume III: A.D. 527-641, Cambridge, Cambridge University Press, 1992, ISBN 978-0-521-20160-5.
- (EN) Parvaneh Pourshariati, Decline and Fall of the Sasanian Empire: The Sasanian-Parthian Confederacy and the Arab Conquest of Iran (PDF), Londra e New York, I.B. Tauris, 2008, ISBN 978-1-84511-645-3.
- (EN) Rüdiger Schmitt, Personal Names, Iranian iv. Sasanian Period, in Encyclopaedia Iranica, 2005a.
- (EN) Rüdiger Schmitt, Personal Names, Iranian iv. Parthian Period, in Encyclopaedia Iranica, 2005b.
- (EN) A. Shapur Shahbazi, Sasanian dinasty, in Encyclopaedia Iranica, ed. online, 2005.
- Ettore Zecchino, Spinaci e società, su Biogem, 23 febbraio 2022. URL consultato il 27 giugno 2022.